# Ali Özkaya

Ali Özkaya (2022)

Ali Özkaya (* 20. April 1970 in Çayüstü, Dinar, Provinz Afyonkarahisar) ist ein türkischer Politiker der Adalet ve Kalkınma Partisi (AKP), der seit 2015 Mitglied der Großen Nationalversammlung (TBMM) ist.

## Leben
Ali Özkaya, Sohn von Mitdat Özkaya und dessen Ehefrau Zeynep Özkaya, besuchte nach der Grundschule von 1980 bis 1987 die İmam-Hatip-Schule in Keçiborlu in der Provinz Isparta und begann daraufhin ein Studium an der Juristischen Fakultät der Universität Ankara (Ankara Üniversitesi), welches er 1992 beendete. Nach Abschluss des Rechtsreferendariats und seiner anwaltlichen Zulassung nahm er 1993 eine Tätigkeit als freiberuflicher Rechtsanwalt in Ankara auf. Daneben begann er 1993 ein postgraduales Studium am Institut für Sozialwissenschaften der Gazi-Universität (Gazi Üniversitesi), welches er 1993 mit der Arbeit „Türk Ticaret Kanununda Müdür Kavramı, Hukuki Mahiyeti ve Sorumluğu“ über das Konzept des Managers, seine rechtliche Natur und Verantwortung im türkischen Handelsrecht mit einem Master beendete. Neben seiner Tätigkeit als freiberuflicher Anwalt wurde er 1995 stellvertretender Vorsitzender und Generaldirektor von Burç Eğitim Tesisleri ve Yayıncılık AŞ, einem Unternehmen für Bildungseinrichtungen und Verlagswesen in Ankara, und beteiligte sich an der Gründung der dortigen privaten Ferda-Grundschule und des Gymnasiums. Außerdem war er zwischen 1995 und 2004 stellvertretender Vorstandsvorsitzender der Stiftung der Anwaltsvereinigung (Hukukçular Birliği Vakfı), stellvertretender Vorsitzender der Rechtswissenschaftlichen Vereinigung (Hukuki Araştırmalar Derneği) und Gründungsvorsitzender von deren Zweigstelle in Ankara.
Nachdem Özkaya zwischen 2003 und 2007 Bezirksvorsitzender der Partei für Gerechtigkeit und Aufschwung AKP in Çankaya war, kandidierte er für die AKP bei der Parlamentswahl am 22. Juli 2007 und der Parlamentswahl am 12. Juni 2011 für die AKP in der Provinz Afyonkarahisar ohne Erfolg für ein Mandat in der Großen Nationalversammlung. Während er bei der Wahl 2007 lediglich den siebten Platz bei fünf zu vergebenden Mandaten für diese Provinz errang, belegte er bei der Wahl 2011 zwar den vierten Platz unter den AKP-Kandidaten, verpasste aber dennoch knapp den Einzug ins Parlament. Er war zwischenzeitlich Mitglied der Regionalbehörde für die Erhaltung des Kultur- und Naturerbes Kütahya und ist seit 2012 Rechtsberater der Parteizentrale der AKP und zugleich persönlicher Anwalt des Vorsitzenden Recep Tayyip Erdoğan. Während der Präsidentschaftswahl am 10. August 2014 fungierte er als offizieller Vertreter von Präsident Recep Tayyip Erdoğan beim Hohen Wahlausschuss YSK (Yüksek Seçim Kurulu), der höchsten Wahlbehörde des Landes. Innerhalb der AKP übernahm er zudem seit 2015 die Funktionen als Mitglied, Sekretär sowie zeitweise als Vorsitzender des Zentralen Disziplinarausschusses der Partei.
Bei der Parlamentswahl am 7. Juni 2015 wurde Ali Özkaya für die Adalet ve Kalkınma Partisi in der Provinz Afyonkarahisar erstmals zum Mitglied der Großen Nationalversammlung TBMM (Türkiye Büyük Millet Meclisi) gewählt und belegte damals den zweiten Platz bei den fünf zu vergebenden Mandaten für diese Provinz. Der Großen Nationalversammlung gehört er nach seinen Wiederwahlen bei den Parlamentswahlen am 1. November 2015, am 24. Juni 2018 und am 14. Mai 2023 seither an und belegte bei der letzten Wahl in der Provinz Afyonkarahisar den ersten Platz bei den fünf zu vergebenden Mandaten. Während seiner Parlamentszugehörigkeit war er Mitglied und zeitweilig stellvertretender Vorsitzender der Justiz- und Verfassungskommission. In der aktuellen 28. Legislaturperiode ist er seit dem 3. Juni 2023 Vertreter bei der Interparlamentarischen Union (IPU).
Özkaya ist verheiratet und hat drei Kinder.